# Hortência Marcari
Hortência Maria de Fátima Marcari Oliva (ur. 23 września 1959 w Potirendaba) – brazylijska koszykarka, mistrzyni świata oraz wicemistrzyni olimpijska, wybrana do Koszykarskiej Galerii Sław im. Naismitha, FIBA oraz kobiet.
Strzelecki rekord kariery ustanowiła podczas jednego ze spotkań ligi brazylijskiej w 1987 roku. Zdobyła 124 punkty przeciwko drużynie Minercal, jej zespół wygrał wtedy 252-31.

## Osiągnięcia
Na podstawie, o ile nie zaznaczono inaczej.
Drużynowe
- Mistrzyni:
  - Ligi São Paulo League (1982, 1983, 1987–1993)
  - Ameryki Południowej (1983, 1984, 1993, 1996)
  - Panamerykańska (1994, 1995)
- Zdobywczyni Pucharu:
  - Brazylii (1984, 1987, 1989, 1991, 1992, 1994, 1995)
  - Interkontynentalnego (1991, 1993, 1994)

Indywidualne
- Wybrana do: 
  - Galerii Sław Koszykówki FIBA (2007)
  - Koszykarskiej Galerii Sław im. Jamesa Naismitha (2005)
  - Żeńskiej Galerii Sław Koszykówki (2002)
- Liderka strzelczyń:
  - mistrzostw świata (1979, 1983, 1990, 1994)[6]
  - igrzysk olimpijskich (1992)[7]

Reprezentacja
- Mistrzyni:
  - świata (1994)
  - igrzysk panamerykańskich (1991)
  - Ameryki Południowej (1978, 1981, 1986, 1989)
  - Pucharu Panamerykańskiego Juniorek (1978)
  - Ameryki Południowej Juniorek (1976)
- Wicemistrzyni:
  - olimpijska (1996)
  - igrzysk panamerykańskich (1987)
  - Pucharu Ameryki (1989, 1993)
  - Ameryki Południowej (1977)
  - Pucharu Panamerykańskiego Juniorek (1977)
- Brązowa medalistka igrzysk panamerykańskich (1983)
- Uczestniczka:
  - igrzysk olimpijskich (1992 – 7. miejsce, 1996)
  - mistrzostw świata (1979 – 9. miejsce, 1983 – 5. miejsce, 1986 – 11. miejsce, 1990 – 10. miejsce, 1994 – 1. miejsce)
  - igrzysk panamerykańskich (1979 – 4. miejsce, 1983, 1987, 1991)
- Zaliczona do I składu mistrzostw świata (1994)